# Yoshikage Kira
Yoshikage Kira (吉良 吉影 Kira Yoshikage?) es el villano principal del cuarto arco de JoJo's Bizarre Adventure, Diamond Is Unbreakable,
Hirohiko Araki, el creador, se basó en el cantante David Bowie para crear a este personaje.

## Historia de publicación
Kira aparece por primera vez en el capítulo 334 del manga, y en el episodio 15 de la adaptación a anime como un cameo, pero no es hasta el episodio 17 que hace su aparición oficial.
Kira fue un factor importante para que JoJo's Bizarre Adventure: Diamond Is Unbreakable fuera nominado al mejor anime del 2016.

## Biografía ficticia
Yoshikage Kira era un hombre tranquilo, tenía un trabajo estable como oficinista, pero ocultaba un terrible secreto, era un usuario de Stand y asesino en serie parafílico que utilizaba a su Stand, Killer Queen, para llevar a cabo sus asesinatos.
Cometió su primer asesinato, el 13 de agosto de 1983, teniendo tan solo 18 años
A pesar de ser muy inteligente, Kira prefiere no destacar en nada para así no llamar la atención, esto se demuestra desde que es muy joven.
Kira podría parecer un hombre tranquilo y encantador, pero en realidad es un metódico y frío asesino que no dudará en hacer lo que fuera para mantener en secreto su oleada de asesinatos. También posee un trastorno obsesivo-compulsivo y un fetiche sexual el cual es cortar las manos de sus víctimas mujeres y tratarlas como si fueran su pareja sentimental, llegando incluso a tener "citas" o "romper" con manos cortadas. Kira colecciona y mide las uñas cortadas de sus manos y pies, ya que cree que éstas crecen cuando es el momento propicio para matar a alguien.
Según el propio Kira la cantidad de asesinatos que cometió fue de 48 mujeres.
Cuando su tranquilidad se vio interrumpida por los héroes de Morioh (Josuke, Jotaro, etc.), Kira se vio obligado a matar a uno de ellos para mantener su secreto a salvo, pero eso solo impulsó una búsqueda intensiva para encontrar al asesino de Morioh.
En un momento dado de la persecución Kira, desesperado, acude a Aya Tsuji (cuya habilidad es cambiar de rostro a las personas) para que cambie su rostro con el de alguien desconocido para ser perseguidores, obliga a Aya y luego la asesina. Transformándose en Kosaku Kawajiri y tomando su identidad, como una persona nueva, los héroes jamás podrían encontrarlo.
Tiempo después, Kira vivía como Kosaku, junto con su familia. Su hijo empezaba a sospechar que aquel hombre no era su padre, así que empezó a espiarlo y se dio cuenta de que efectivamente no era él, sino alguien más con su rostro. Entonces chantajeó a Kira (Kosaku) con revelar su verdadera identidad pero Kira lo mata; haber asesinado a ese niño podría haberle dado más problemas de los que podría imaginar, pero un afortunado evento le dio la habilidad de volver en el tiempo para evitar asesinar al niño.
Al final su identidad es descubierta y tras una pelea con Josuke, Kira está a punto de ganar pero Jotaro detiene el tiempo y logra salvarlos a todos. Kira yace en el suelo, medio muerto y cuando una ambulancia que iba a atenderlo se acercó demasiado a él, lo atropelló accidentalmente. Posteriormente, viaja al callejón al que las almas van cuando no han acabado sus quehaceres en vida, donde esta también Reimi Sugimoto y su perro Arnold, primeras víctimas del asesino, que quedaron como pendiente acabar con Kira. Con la ayuda del perro, consiguen hacer que Kira se de la vuelta, provocando que unas manos que te llevan directamente al infierno se lo lleven irremediablemente y sin poder defenderse. Ahí se terminó el reinado del terror del asesino de Morioh y la paz fue restablecida.

## Stand
Su Stand, Killer Queen, hace referencia a la canción del grupo Queen.
Killer Queen tiene un aspecto humanoide, un ser rosado con ojos grandes como de gato y orejas parecidas a las de los gatos también.
Killer Queen posee tres habilidades distintas:
- Primera bomba: Transmutar bombas: Todo lo que toca Killer Queen se convierte en una bomba. La primera bomba de Killer Queen elimina a su objetivo sin dejar ningún rastro.

- Segunda bomba: Sheer Heart Attack: Es un stand autónomo que se guarda en la mano izquierda de Killer Queen. Se asemeja a un mini tanque con orugas y una calavera como "rostro". Esta bomba persigue a su víctima mediante el rastro de calor hasta alcanzarla y explotar como si fuese una granada. Sin embargo sólo reacciona ante la fuente de calor más cercana que encuentre para explotar y dependiendo del calor que el objetivo desprenda será el grado de destrucción y magnitud de la explosión que desate.

- Tercera bomba: Bites the Dust: Cuando Kira es atravesado nuevamente por la flecha creadora de Stands, este obtiene una nueva habilidad llamada Bites The Dust (en referencia a otra canción de Queen). Esta bomba aparece como una versión en miniatura de Killer Queen que se implanta en el ojo de la víctima. Cuando Kira se ve amenazado o se cumple la condición previamente determinada por Kira, esta bomba estalla lo que crea un regresión en el tiempo para volver a una hora antes de estallar, de tal manera que Kira esté a salvo.